# Brucepattersonius
 Brucepattersonius és un gènere de rosegadors de mida petita de la família dels cricètids. Les seves vuit espècies es distribueixen al centre-est de Sud-amèrica.

## Taxonomia
El gènere se subdivideix en vuit espècies: 
- Brucepattersonius albinasus Hershkovitz, 1998[2]
- Brucepattersonius griserufescens Hershkovitz, 1998
- Brucepattersonius guarani Mares i Braun, 2000
- Brucepattersonius igniventris Hershkovitz, 1998
- Brucepattersonius iheringi (Thomas, 1896)
- Brucepattersonius misionensis Mares i Braun, 2000
- Brucepattersonius paradisus Mares i Braun, 2000
- Brucepattersonius soricinus Hershkovitz, 1998

Fou descrit l'any 1998 pel mastòleg estatunidenc Philip Hershkovitz, juntament amb quatre espècies recollides al sud-est del Brasil. Una d'elles, B. soricinus Hershkovitz, 1998, n'és l'espècie tipus. Alhora hi inclogué una cinquena espècie, B. iheringi (Thomas, 1896). Dos anys més tard, Michael A. Mares i Janet K. Braun, descrigueren tres espècies addicionals de la província de Misiones, al nord-est de l'Argentina. El 2006, altres especialistes trobaren que dues de les espècies de Hershkovitz eren idèntiques. Molts dels tàxons assignats es coneixen de molt pocs exemplars o, fins i tot, només de l'exemplar tipus, de manera que la seva taxonomia és problemàtica i discutida, sent la xifra de les espècies vàlides variable segons l'autor.

### Etimologia
El terme és un epònim que es refereix a la persona a qui fou dedicat el gènere: Bruce Patterson, conservador del Departament de Zoologia (mamífers) del Museu Field d'Història Natural, a Chicago.

## Distribució geogràfica
Les seves espècies es distribueixen des del Brasil fins a l'Argentina.